# Любельське родовище вугілля
Любельське родовище Південно-Західного вугленосного району Львівсько-Волинського басейну розташоване в межах Карівської синкліналі. Площа родовища 170 км², за максимальної довжини з північного заходу на південний схід 34 км і ширини 5 км.
Любельське родовище  –  найбільш занурена частина ЛВБ з максимально повним стратиграфічним розрізом, що складений девонськими, кам'яновугільними, юрськими, крейдяними і четвертинними відкладами. Девонські утворення представлені кавернозними вапняками і червоно-бурими вапняками франського і фаменського ярусів. 
Вище зі стратиграфічною незгідністю залягають відклади нижнього і середнього карбону, які належать до турнейського, візейського, серпуховського і башкирського ярусів. Верхня частина серпуховського і нижня частина башкирського ярусів є найпродуктивнішими на кам'яне вугілля на Любельському родовищі і в басейні в цілому.
Техніко-економічними розрахунками, проведеними інститутом "УкрНДІпроєкт" доведено економічну доцільність промислового освоєння родовища п'ятьма шахтами (Любельська № 1,2: 3,4: 5) за загальної потужності 6,3 млн т вугілля на рік. Станом на 01.01.1994 р. у межах шахти Любельська № 1 закінчено детальну розвідку, запаси вугілля узгоджені ДКЗ України в грудні 1993 р. (протокол №168 від 23.12.93 р.) і зазначене родовище передано Мінвуглепрому для промислового освоєння. На полі шахти Любельська № 2 завершена попередня стадія, і на тепер проводиться детальна розвідка. На інших полях шахт (Любельська № 3, 4. 5) закінчені оціночно-пошукові роботи. Загальні балансові запаси Любельського родовища становлять 700 млн тонн. У об’єкта вже є інвестор, що наразі опікується будівництвом шахти в Шептицькому районі, планує створити близько трьох тисяч робочих місць і видобувати 6–7,5 млн тонн вугілля на рік.